# Gianpietro Talamini
Gianpietro Talamini (Vodo di Cadore, 19 novembre 1845 – Venezia, 22 settembre 1934) è stato un giornalista italiano.
Fu il fondatore del Gazzettino e ne fu il direttore per quasi 50 anni.
Il 14 luglio 1867 fonda a Venezia dapprima il mensile Gioventù Italiana e l'anno successivo sempre il 14 luglio fonda il settimanale il Cadore.
Nacque nella valle Cadorina nel 1845 da Gian Bortolomeo "Boluzè", maestro, e da Teresa Coletta, ma ben presto scese in pianura alla ricerca di un sogno che il 20 marzo 1887, con il prezzo di 2 centesimi, coronò creando un giornale basato sulla cronaca di un paese che si stava formando ove la gente aveva bisogno di una sua identità e alla ricerca di protagonismo.
Il Gazzettino si basava su notizie di "Cronaca cittadina", e di "pubblica necessità" (orari dei mezzi di trasporto, ma anche romanzi a puntate, cronaca nera...) questo format attrae molto la gente, soprattutto perché il singolo cittadino riusciva a trovare un suo spazio, diventando a breve uno dei più autorevoli e venduti quotidiani italiani.
Persona molto generosa e nazionalista (si offri volontario durante la guerra, ma lo rifiutarono vista l'età), come molte persone del tempo da un'iniziale simpatia per il fascismo, passa gradualmente all'ostilità per la dittatura.
Dopo il 1924 per via del caso del "Matteotti", chiama in causa Mussolini e da qui seguirono attentati, pestaggi di redattori, devastazioni della tipografia, fino alla sospensione delle pubblicazioni per due mesi.
Morì il 20 settembre 1934.